# Meridian (album)
Meridian je treći studijski album hrvatskog rock sastava Manntra. Album su 11. kolovoza 2017. godine objavile diskografske kuće Menart (za Hrvatsku) te Bleeding Nose Records i Soulfood Music Distribution GmbH (za Njemačku, Švicarsku i Austriju).

## Popis pjesama
| 1.    | »Ne laži«               | Marko Matijević Sekul, Zoltan Lečei | Marko Matijević Sekul          | 3:22 |
| 2.    | »Meridian«              | Matijević Sekul, Lečei              | Matijević Sekul                | 3:36 |
| 3.    | »Lanterne«              | Matijević Sekul, Lečei              | Matijević Sekul                | 3:19 |
| 4.    | »Otac«                  | Lečei, Marko Purišić                | Matijević Sekul, Marko Purišić | 3:55 |
| 5.    | »Kornati«               | Matijević Sekul, Lečei              | Matijević Sekul                | 3:33 |
| 6.    | »Snaga«                 | Matijević Sekul, Boris Kolarić      | Matijević Sekul, Boris Kolarić | 3:30 |
| 7.    | »Albatros«              | Matijević Sekul, Lečei              | Matijević Sekul                | 3:23 |
| 8.    | »Srce moje«             | Lečei, Purišić                      | Matijević Sekul, Purišić       | 3:31 |
| 9.    | »Divojko«               | Lečei, Purišić                      | Matijević Sekul, Purišić       | 2:55 |
| 10.   | »Daj mi mir«            | Matijević Sekul, Lečei              | Matijević Sekul                | 3:36 |
| 11.   | »Pakao ili raj (Dante)« | Kolarić                             | Matijević Sekul, Kolarić       | 3:07 |
| 37:47 |                         |                                     |                                |      |

## Zasluge
| Manntra - Marko Matijević Sekul — vokali, klavijature, snimanje, miksanje, produkcija, skladanje (glazbe) - Andrea Kert — bubnjevi, udaraljke - Boris Kolarić — gitara, gajde, prateći vokali, tekstovi, skladanje (glazbe) - Maja Kolarić — bas-gitara, prateći vokali - Filip Majdak — gitara, prateći vokali Dodatni glazbenici - Michael Rhein — dodatni vokali (na pjesmi 2) - Stjepan Večković — gajde (na pjesmama 2, 5, 7, 9 i 10) - Donat Gnjatović — harmonika (na pjesmama 1, 4, 5 i 7) - Mira Crnčić, Katja Konjuh i Ivana Klubička — zbor Ostalo osoblje - Žare Pak — snimanje (vokala) - JP Chalbos — mastering - Kai Blankenberg — mastering (na pjesmi 6) - Tin Kruhak — naslovnica - Zoltan Lečei — tekstovi - Marko Purišić — tekstovi, skladanje (glazbe) |